# William Dib
William Dib, mais conhecido como Dr. Dib (Garça, 25 de novembro de 1946), é um médico e político brasileiro, filiado ao Partido Socialista Brasileiro (PSB). Foi vereador, secretário municipal de saúde, vice-prefeito e prefeito de São Bernardo do Campo.
William Dib assumiu a prefeitura de São Bernardo do Campo em março de 2003, devido à renúncia do então prefeito Maurício Soares. Em 2004, foi reeleito em primeiro turno e governou até dezembro de 2008.
A eleição de Dib em São Bernardo foi especialmente significativa por vencer o candidato do Partido dos Trabalhadores, Vicentinho, que era apoiado pelo presidente Lula, na cidade berço do PT. Sua vitória se deu no primeiro turno, com mais de 76% dos votos válidos.

## Origem e formação
William Dib nasceu na cidade de Garça, interior de São Paulo, no ano de 1946. Filho de Adib Moisés Dib e Olga Zayat Dib, mudou-se para São Bernardo do Campo antes de completar um ano de vida. Começou a trabalhar ainda jovem aos 16 anos como office-boy no extinto Banco Ítalo-Suíço e manteve-se lá até completar 19 anos, quando já era contador.
Aos 21, ingressou na Faculdade de Ciências Médicas e Biológicas, atual Unesp, em Botucatu, graduando-se em 1972. Assim, realizou o sonho de se tornar médico. Começou a atuar como plantonista em um hospital de Carapicuíba. Em 1973, concluiu a pós-graduação em Saúde Pública e Administração Hospitalar, especializando–se cardiologia. Passou a ocupar o cargo de médico e ganhou destaque, sendo nomeado chefe da seção de Assistência Médica aos Operários Municipais em 1977. Nessa mesma época, acumulou a função de médico perito supervisor do INSS do qual já fazia parte desde 1975.

## Carreira política
Já exercendo a função de médico, filiou-se ao antigo MDB em 1974, iniciando sua vida política. Impulsionado para a política através de sua atuação como gestor de saúde pública, iniciou a carreira como chefe de seção. Em agosto de 1978 tornou-se assessor da Secretária de Saúde e Promoção Social de São Bernardo do Campo, e posteriormente Secretário de Saúde da cidade, cargo exercido em diversas oportunidades. Em 1980 filiou-se ao PMDB, cuja executiva municipal veio presidir em 1985. Divergências o levaram a sair do partido e ingressar no PTB. Durante os anos de 1984 e 1988 foi responsável pela Secretaria de Saúde e Promoção Social.
Em 1992 foi eleito vereador por São Bernardo do Campo pelo PTB, porém não chegou a assumir a vaga na Câmara Municipal, já que foi nomeado pelo então prefeito Walter Demarchi para o cargo de Secretário de Saúde, onde permaneceu até 1995. Rompeu com o então partido e filiou-se ao PSB, candidatando-se às eleições de 1996. No mesmo ano renunciou à candidatura para aderir à campanha de outro candidato da coligação. No ano 2000 foi eleito vice-prefeito, colaborando também como Secretário de Governo, de Habitação e Meio Ambiente e Administração. No ano de 2003, assumiu pela primeira vez o cargo de prefeito.
Candidatou-se à reeleição em 2004 e venceu a disputa com 76,37 % dos votos válidos, obtendo aprovação recorde. Tornou-se, assim, o prefeito mais votado da história de São Bernardo do Campo e do país nas cidades com mais de 200 mil eleitores.
Presidiu o Consórcio Intermunicipal Grande ABC em 2005 e 2006.
Filiou-se ao PSDB em 28 de setembro de 2009 por motivos de incompatibilidade ideológica, sendo eleito deputado federal de São Paulo pelo partido em 2010 com 113.827 votos. Após o fim do mandato, Dib ingressou na Anvisa, para onde foi nomeado Diretor Presidente em 21 de setembro de 2018 e exerceu mandato até 26 de dezembro de 2019.
No dia 3 de abril, anunciou sua refiliação ao Partido Socialista Brasileiro e no dia 20 de julho de 2024 teve seu nome confirmado nas convenções partidárias como vice-prefeito, tendo Luiz Fernando Teixeira como cabeça de chapa, na Eleição municipal de São Bernardo do Campo em 2024.

## Prêmios
Em 2008, ganhou os prêmios de Prefeito Amigo da Criança da Fundação Abrinq pela segunda vez e dos 100 melhores prefeitos das Américas – atribuído pelo Instituto Certificação Internacional Município e Cidadania, recebido por ele no Senado Federal, em Brasília.

## Desempenho eleitoral
| Ano  | Eleição                             | Cargo            | Partido | Coligação Federação | Suplente Vice               | Votos   | %      | Resultado |
| ---- | ----------------------------------- | ---------------- | ------- | --- | --------------------------- | ------- | ------ | --------- |
| 1992 | Municipais de São Bernardo do Campo | Vereador         | PTB     | |                             | 4.886   | 1,52%  | Eleito    |
| 2004 | Municipais de São Bernardo do Campo | Prefeito         | PSB     | Lista - PP - PDT - PSL - PTN - PSC - PCB - PL - PPS - PFL - PAN - PSDC - PRTB - PHS - PMN - PTC - PSB - PV - PRP - PSDB - PRONA - PT do B | José Roberto de Melo (PSDB) | 295.487 | 76,30% | Eleito    |
| 2010 | Estaduais em São Paulo              | Deputado federal | PSDB    | Lista - PPS - DEM - PSDB |                             | 113.823 | 0,52%  | Eleito    |